# UmJammer Lammy
Um Jammer Lammy (Japans: ウンジャマ・ラミー; Un Jama Ramī) is een muziekvideospel voor het platform Sony PlayStation. Het ritmische spel werd uitgebracht in 1999 en is geassocieerd met de PaRappa the Rapper-franchise. In hetzelfde jaar kwam ook een versie uit als arcadespel onder de naam UmJammer Lammy NOW!. De opvallende animatie van het spel is een combinatie van tweedimensionale personages in een driedimensionale omgeving. Het perspectief van het spel wordt weergegeven in de derde persoon.

## Verhaal
Lammy is een verlegen en nerveus lammetje die gitaar speelt bij de band MilkCan. Als blijkt dat ze zich verslapen heeft voor een concert moet ze zo snel mogelijk op stap gaan, maar onderweg komt ze allerlei bizarre obstakels tegen. Hieruit ontstaan verschillende liedjes die Lammy met haar gitaar meespeelt.

## Platform
| platform            | datum            |
| ------------------- | ---------------- |
| Arcade              | december 1999    |
| PlayStation         | 18 maart 1999    |
| PlayStation Network | 27 februari 2008 |

## Ontvangst
Het spel werd wisselend ontvangen:
| Beoordeeld door       | Jaar | Score |
| --------------------- | ---- | ----- |
| IGN                   | 1999 | 86    |
| Super Play            | 1999 | 84    |
| GameSpot              | 1999 | 84    |
| Gaming Age            | 1999 | 83    |
| Gamezilla             | 1999 | 83    |
| Power Unlimited       | 1999 | 79    |
| Game Revolution       | 1999 | 75    |
| Jeuxvideo.com         | 1999 | 75    |
| The Video Game Critic | 2000 | 50    |
| All Game Guide        | 1999 | 50    |